# Ivčenko-Progress

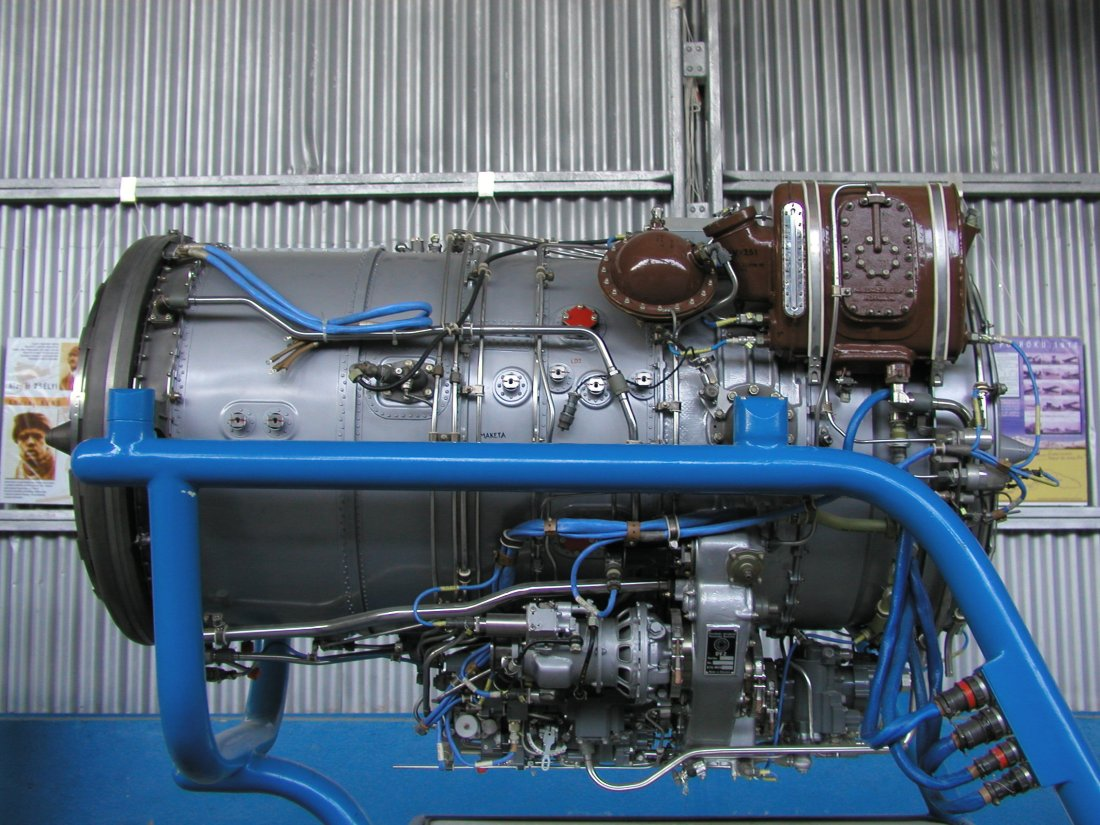
Dvouproudový motor Lotarev DV-2

Ivčenko-Progress (ukrajinsky Запорізьке машинобудівне конструкторське бюро «Прогрес» ім. О.Г.Івченка) je v Záporoží sídlící ukrajinská státní konstrukční kancelář vyvíjející motory. Výrobky společnosti jsou užívány jak v civilní, tak ve vojenské sféře – například u leteckých výrobců Antonov, Berijev, Iljušin, Tupolev, Mil a Jakovlev. Konstrukční kancelář vznikla 5. května 1945 pod označením OKB-478.
Kancelář úzce spolupracuje se společností Motor Sič, výrobcem turbín ze Záporoží, který motory vyrábí.